# Schoenus sublateralis
Schoenus sublateralis là loài thực vật có hoa trong họ Cói. Loài này được (Steud.) C.B.Clarke miêu tả khoa học đầu tiên năm 1908.